# 15-й саміт BRICS
15-й саміт BRICS — щорічний саміт БРІКС з міжнародних відносин, у якому беруть участь голови п'яти держав-членів групи: Бразилії, Росії, Індії, Китайської Народної Республіки та Південно-Африканської Республіки. Президент ПАР Сиріл Рамафоса запросив на саміт лідерів 67 країн світу, включаючи провідників 53 африканських країн, Бангладеш, Болівії, Індонезії та Ірану.

## Розширення БРІКС
Декілька країн висловили зацікавленість у приєднанні до групи БРІКС. Під час саміту президент ПАР Сиріл Рамафоса оголосив, що Аргентині, Єгипту, Ефіопії, Ірану, Саудівській Аравії та Об’єднаним Арабським Еміратам запрошено приєднатися до блоку. Повне членство набуде чинності 1 січня 2024 року. 

## Заява про валюту БРІКС
У «серпневій заяві»  блок зробив висновок: «Така валюта розширює наші можливості оплати та зменшує нашу вразливість». Більше того, «це відкриває чіткий шлях від долара США протягом усіх торгових операцій». [8]

## Учасники

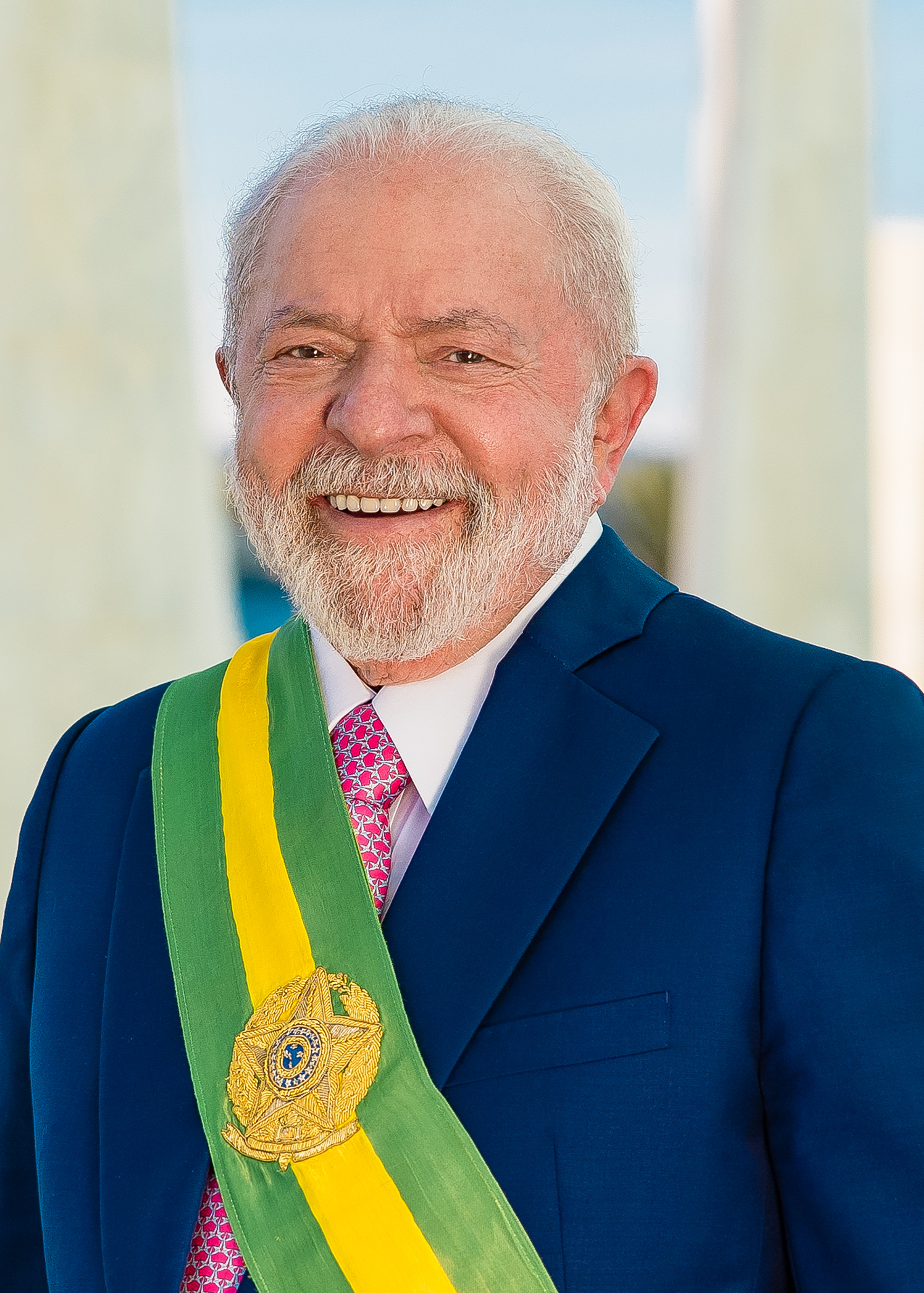
BRA Луїз Інасіо Лула да Сілва, Президент
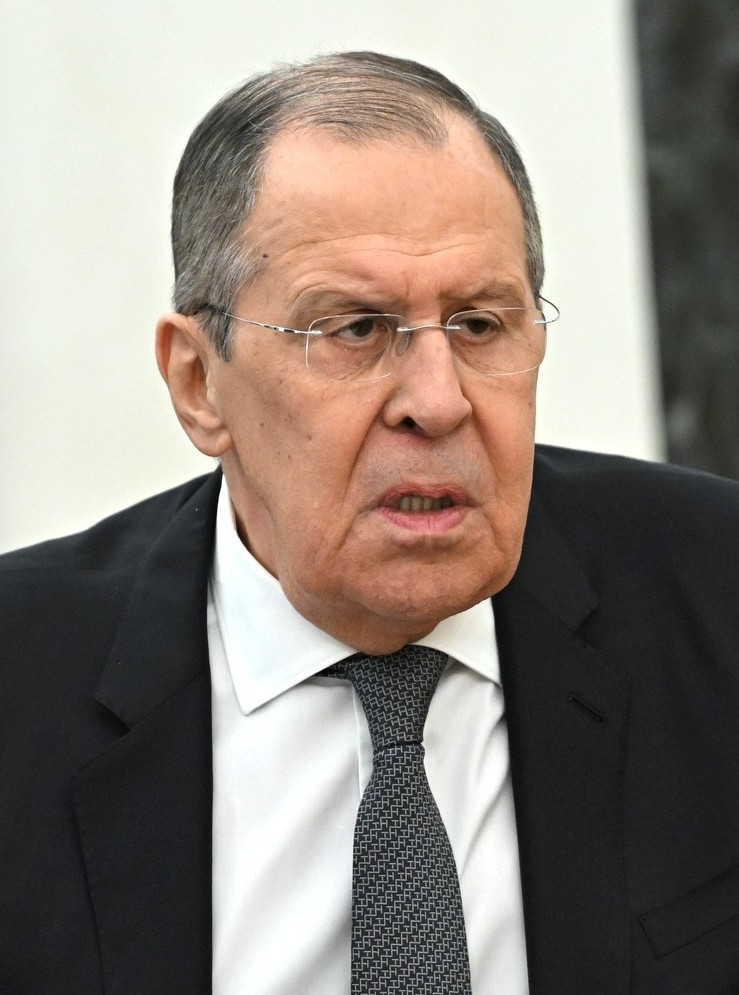
RUS Сергій Лавров, Міністр закордонних справ
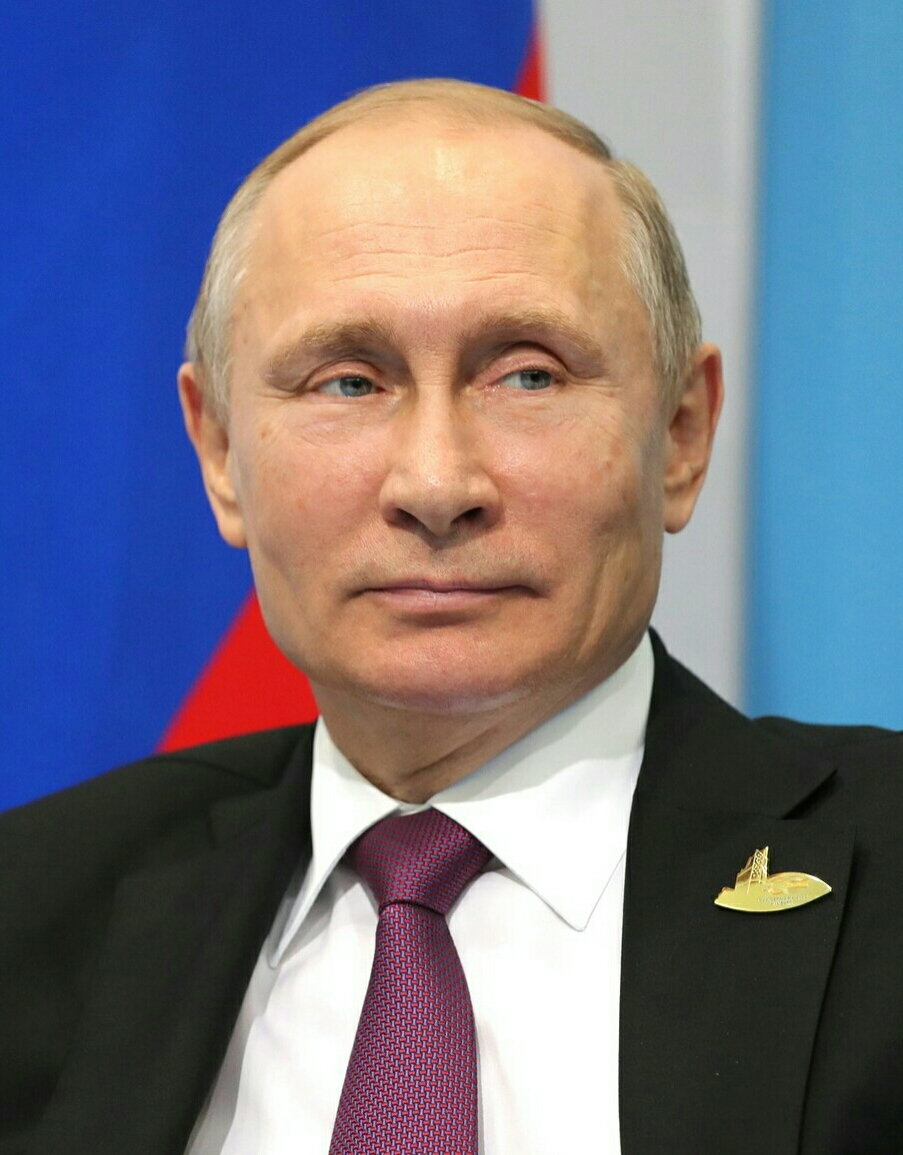
RUS Володимир Путін, Президент (лише відеоконференція)
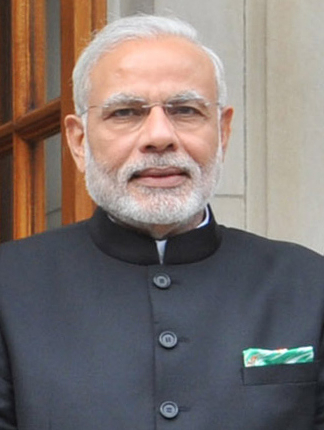
IND Нарендра Моді, Прем'єр-міністр
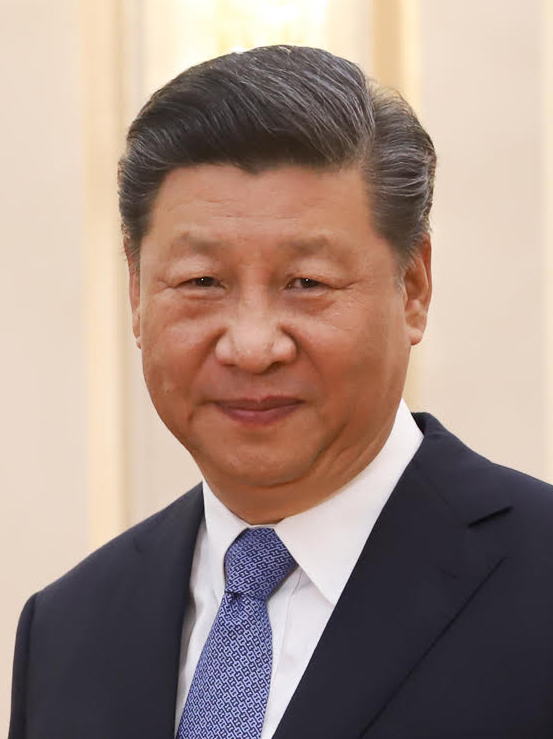
CHN Сі Цзіньпін, Президент
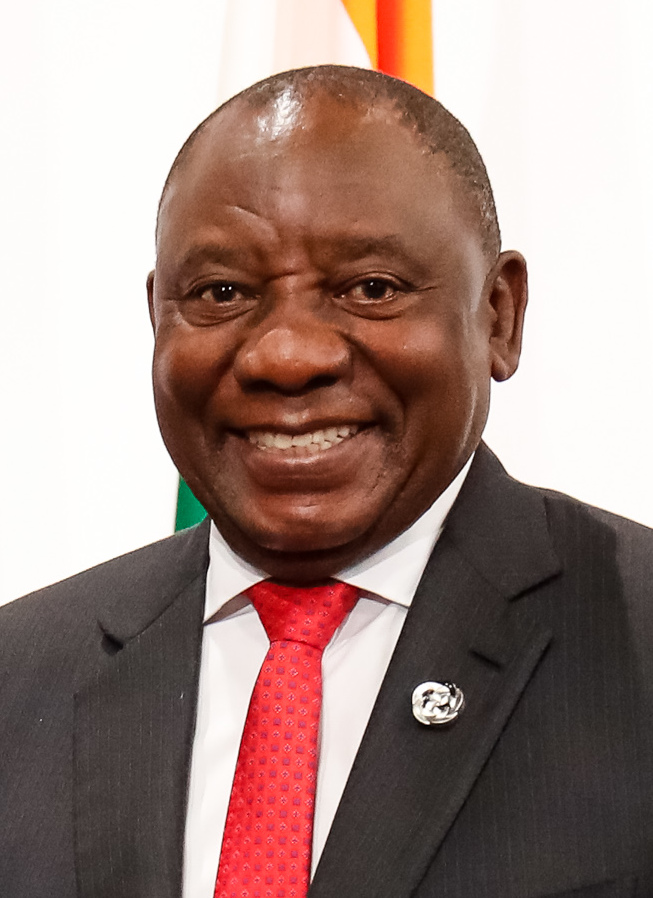
SAF Сиріл Рамафоса, Президент (Ведучий)

- Бразилія
Луїз Інасіо Лула да Сілва, Президент
- Росія
Сергій Лавров, Міністр закордонних справ[13]
- Росія
Володимир Путін, Президент
(лише відеоконференція)
- Індія
Нарендра Моді, Прем'єр-міністр
- КНР
Сі Цзіньпін, Президент
- ПАР
Сиріл Рамафоса, Президент (Ведучий)

## Розбіжності
У березні 2023 року Міжнародний кримінальний суд (МКС) видав ордер на арешт президента Росії Володимира Путіна за військові злочини під час російського вторгнення в Україну. Як держава-підписант МКС, ПАР зобов'язана виконати цей ордер.
У травні 2023 року Уряд Південно-Африканської Республіки на чолі з Африканським національним конгресом (АНК) надав усім запрошеним лідерам дипломатичний імунітет, проте було незрозуміло, чи запобіжить це арешту Путіна, якщо він візьме участь у зустрічі. За даними міністерства міжнародних відносин і співробітництва ПАР, надання такого імунітету учасникам міжнародних конференцій, що проводяться в ПАР, є стандартною практикою. У відповідь на це опозиційний Демократичний альянс ініціював судовий позов з метою примусового арешту Президента РФ.
На початку червня 2023 року розглядалося питання про перенесення саміту до Китайської Народної Республіки, щоб уникнути проблеми з арештом Президента Російської Федерації. У середині липня 2023 року Володимир Путін оголосив, що не буде присутній на саміті «за обопільною згодою», а замість нього Росію представлятиме міністр закордонних справ Сергій Лавров.